# Kardynałowie z nominacji Urbana IV
Papież Urban IV mianował 14 nowych kardynałów na dwóch konsystorzach.

## Konsystorz 24 grudnia 1261
1. Guy Foulques, arcybiskup Narbonne – kardynał biskup Sabiny (tytuł nadany w 1262[1]), następnie papież Klemens IV (5 lutego 1265), zm. 28 listopada 1268
2. Raoul Grosparmi, biskup Evreux – kardynał biskup Albano (tytuł nadany w 1262[1]), zm. 11 sierpnia 1270
3. Simone Paltineri, kanonik kapituły w Padwie – kardynał prezbiter Ss. Silvestro e Martino (tytuł nadany w lutym 1262), zm. w lutym 1277
4. Simon de Brion, kanclerz król. Francji – kardynał prezbiter S. Cecilia (tytuł nadany w lipcu 1262), następnie papież Marcin IV (22 lutego 1281), zm. 28 marca 1285
5. Giacomo Savelli, papieski kapelan i subdiakon apostolski – kardynał diakon S. Maria in Cosmedin, następnie papież Honoriusz IV (2 kwietnia 1285), zm. 3 kwietnia 1287
6. Goffredo da Alatri, kanonik kapituły w Alatri – kardynał diakon S. Giorgio in Velabro, zm. w maju 1287
7. Uberto Coconati – kardynał diakon S. Eustachio, zm. 13 lipca 1276

## Konsystorz 31 maja 1262
1. Enrico Segusio, arcybiskup Embrun – kardynał biskup Ostia e Velletri, zm. 6 listopada 1271
2. Ancher Pantaleon, bratanek papieża, archidiakon Laon – kardynał prezbiter S. Prassede, zm. 1 listopada 1286
3. Guillaume de Bray, dziekan kapituły w Laon – kardynał prezbiter S. Marco, zm. 29 kwietnia 1282
4. Guy de Bourgogne OCist, opat Citeaux i generał zakonu cystersów – kardynał prezbiter S. Lorenzo in Lucina, zm. 20 maja 1272
5. Annibale Annibaldi OP, lektor Świętego Pałacu – kardynał prezbiter Ss. XII Apostoli, zm. 15 października 1272
6. Giordano Pironti, wicekanclerz św. Kościoła Rzymskiego – kardynał diakon Ss. Cosma e Damiano, zm. 9 października 1269
7. Matteo Orsini Rosso – kardynał diakon S. Maria in Portico, zm. 4 września 1305